# Jamie Peck

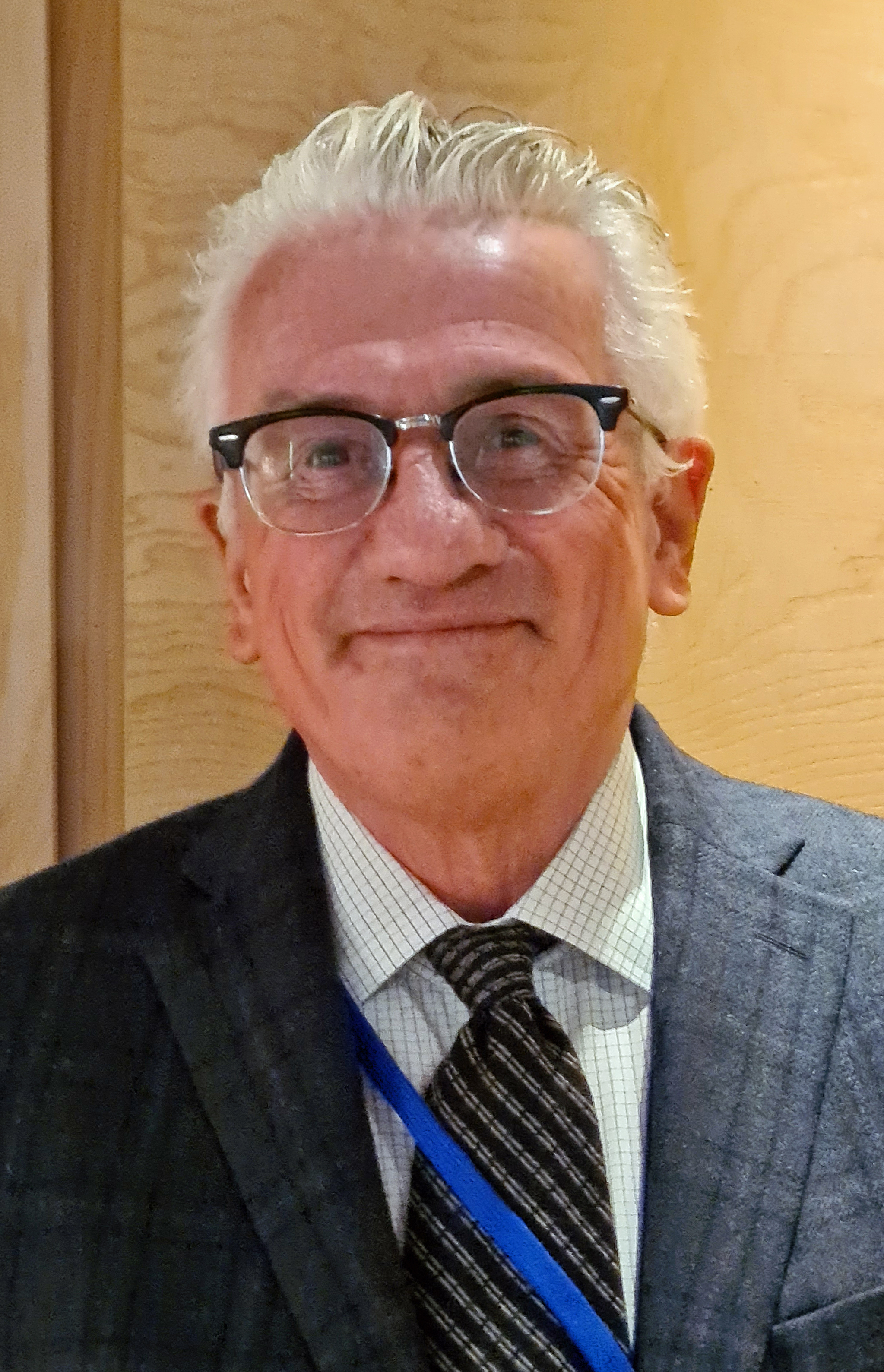
Jamie Peck (2023)

Jamie Andrew Peck (* 9. Juli 1962 in Nottingham, England) ist ein britischer Geograph. Er ist Professor für Geographie und Inhaber des Canada Research Chair in Urban & Regional Political Economy an der University of British Columbia in Vancouver.

## Leben
Jamie Peck studierte Geographie an der University of Manchester mit einem BA-Abschluss 1983. An selbiger Universität promovierte er 1988 in Geographie. In dieser Zeit arbeitete er als Research Associate am Centre for Urban & Regional Industrial Development der University of Manchester. Zwischen 1988 und 1989 folgte ein Aufenthalt als National Research Fellow an der University of Melbourne. Peck war von 1989 und 2000 Dozent für Geographie an der University of Manchester. Er wechselte 2000 als Professor für Geographie und Soziologie an die University of Wisconsin–Madison. Seit 2008 lehrt und forscht er als Professor für Geographie an der University of British Columbia in Vancouver und ist Inhaber des Canada Research Chair in Urban & Regional Political Economy. Parallel hierzu forscht und lehrt er als Honorarprofessor an der University of Nottingham (2004-) sowie der University of Manchester (2007-) und forscht an der University of Illinois sowie der University of Wisconsin-Madison. 2013 wurde er zum Mitglied der Royal Society of Canada gewählt, 2020 zum Auswärtigen Mitglied der British Academy. Für 2023 wurde ihm der Prix International de Géographie Vautrin Lud zugesprochen.
Darüber hinaus war er Gastdozent an folgenden Hochschulen: University of Melbourne, Johns Hopkins University, University of Toronto, University of British Columbia, University of Wisconsin–Madison, University of the Witwatersrand, Universität Oslo, University of Nottingham, University of Manchester, Queen’s University Belfast, Universität von Amsterdam sowie National University of Singapore.

## Werk

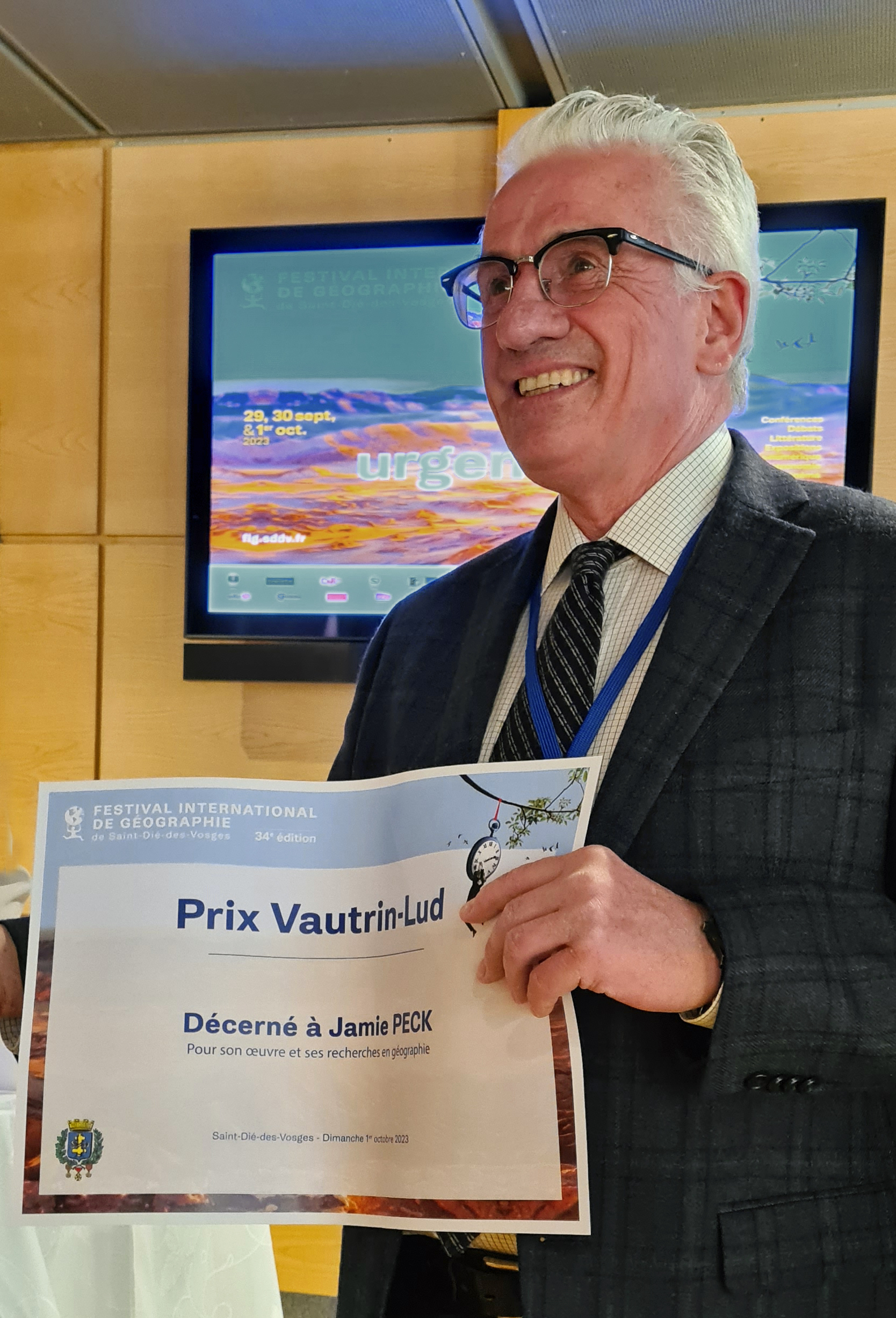
Prix Vautrin-Lud 2023

Jamie Pecks Arbeiten bewegen sich entlang der Grenze von wirtschafts- und stadtgeographischer Forschung. Dabei stehen Politische Ökonomie, Restrukturierung, regulationstheoretische Ansätze sowie Governance im Fokus. Besonders seine Schriften zur Neoliberalisierung sowie zur (globalen wie regionalen) Arbeitsmarktgeographie sind von fachübergreifender Bedeutung.
Im Rahmen des globalen Hypes um Kreative Städte (Kreative Klasse) im Nachgang zu Richard Floridas Schriften gilt Peck als einer der profundesten inhaltlichen Kritiker. Peck forscht zudem zu Zusammenhängen von globaler Suburbanisierung und Kapitalisierungsprozessen.
Aktuell forscht Peck vor allem zu Transfer- und Transformationsprozessen von Policy-Programmen. Beispielhaft forscht er hier zur weltweiten Verbreitung von Conditional-cash-transfer-Programmen sowie zur Policy-Adaption von Creative City-Handlungsempfehlungen.

## Schriften
- Jamie Peck: Constructions of Neoliberal Reason. Oxford University Press, 2010, ISBN 978-0199580576
- Helga Leitner, Jamie Peck und Eric Sheppard: Contesting Neoliberalism: Urban Frontiers. Guilford Press, 2006, ISBN 978-1593853211
- Jamie Peck: Struggling with the creative class. International Journal of Urban and Regional Research 29 (4): 740-770.
- Jamie Peck: Work-Place: Social Regulation of Labor Markets, the: Social Regulation of Labour Markets. Guilford Press, 1996, ISBN 978-1572300446